# 下霍森巴赫
下霍森巴赫是德国莱茵兰-普法尔茨州的一个市镇。总面积7.43平方公里，总人口311人，其中男性166人，女性145人（2011年12月31日），人口密度42人/平方公里。